# Paulinho Albuquerque
Paulo Roberto de Medeiros e Albuquerque (Rio de Janeiro, 3 de junho de 1942 – 26 de junho de 2006) foi um produtor, diretor e iluminador brasileiro, também formado em Direito pela UERJ.
Paulinho, como era conhecido, trabalhou com muitos artistas, entre eles: Djavan, Nei Lopes, Fátima Guedes, Ivan Lins, João Bosco, Miúcha, Pepê Castro Neves, Quarteto em Cy, Bimba, Cláudio Jorge, Leny Andrade, João de Aquino, Maurício Carrilho, Nivaldo Ornellas, Marcos Rezende, Francis Hime e Guinga. Também, foi curador desde 1985 do Festival Free Jazz, hoje chamado TIM Festival. Além disso, Paulinho foi diretor da gravadora Velas e um dos proprietários da gravadora Carioca Discos.